# Johnny Björkman
Johnny Björkman, egentligen John Henry Björkman, född 4 april 1890 i Stockholm, död där 3 mars 1945, var en svensk skådespelare, köpman, handelsresande och disponent.
Björkman filmdebuterade 1917 i Georg af Klerckers Förstadsprästen och han kom att medverka i sex filmer, varav merparten för just af Klercker. Han var 1915–1920 gift med skådespelaren Agda Helin.

## Filmografi
- 1917 – Revelj
- 1917 – Miljonarvet
- 1917 – Förstadsprästen
- 1918 – Tillåt oss presentera
- 1918 – Storstadsfaror
- 1918 – Nattliga toner

## Teater

### Roller
| År   | Roll             | Produktion                                                                     | Regi          | Teater               |
| ---- | ---------------- | ------------------------------------------------------------------------------ | ------------- | -------------------- |
| 1914 | Talmasso         | Affären Costa Negra Gustaf Janson                                              | Knut Nyblom   | Vasateatern          |
| 1914 | Paul             | Kontanter (Ready Money) James Montgomery                                       | Knut Nyblom   | Vasateatern          |
| 1914 | Doktor Loubier   | Hon – eller ingen (Une affaire scandaleuse) Paul Gavault och Maurice Ordonneau | Knut Nyblom   | Vasateatern          |
| 1914 |                  | Herr Dardanell och hans upptåg på landet August Blanche                        |               | Folkteatern          |
| 1914 | Gunnar Andersson | Pojkarna på Storholmen Sigurd Wallén                                           |               | Folkteatern          |
| 1914 |                  | Dagen efter Axel Breidahl                                                      |               | Folkteatern          |
| 1914 |                  | Diamantstölden Otto Witt                                                       |               | Folkteatern          |
| 1914 |                  | En kaféflicka Björn Hodell                                                     |               | Folkteatern          |
| 1915 | John Barthwick   | Silverasken John Galsworthy                                                    |               | Folkteatern          |
| 1915 |                  | Kring kvinnan                                                                  |               | Folkteatern          |
| 1915 |                  | Kvarnen vid storgården Paul Hallström                                          |               | Folkteatern          |
| 1915 |                  | Lika barn leka bäst Sigurd Wallén                                              |               | Folkteatern          |
| 1916 |                  | Frun av stånd och frun i ståndet Frans Hedberg                                 |               | Folkteatern          |
| 1917 | René Dufour      | Lilla yrhättan H. M. Harwood                                                   | Knut Nyblom   | Vasateatern          |
| 1917 | Herr Walin       | Dollarmiljonen Anders Eje                                                      | Knut Nyblom   | Vasateatern          |
| 1917 | Malkus           | En piga bland pigor Ernst Fastbom                                              | Ernst Fastbom | Vasateatern          |
| 1918 | Tim Fiddler      | Äktenskapskarusellen Langdon Mitchell                                          |               | Vasateatern          |
| 1918 | O'Mara           | Häxmästaren Georges Berr och Louis Verneuil                                    | Knut Nyblom   | Vasateatern          |
| 1918 | Reboulin         | Damen från bion Nicolas Nancey och Jean Rieux                                  | Knut Nyblom   | Vasateatern          |
| 1918 | Granberg         | Jag gifta mig - aldrig! Ernst Fastbom                                          | Ernst Fastbom | Vasateatern          |
| 1918 | Hans Hellmer     | Den bättre hälften Franz Arnold och Ernst Bach                                 | Knut Nyblom   | Vasateatern          |
| 1919 | Medverkande      | Tjim-tjim eller Sången om den ellröde Boman Svasse Bergqvist                   |               | Mosebacke Revyteater |
| 1919 | Medverkande      | Hallå Amerika eller Brisson på äventyr Svasse Bergqvist                        |               | Mosebacke Revyteater |
| 1920 | Medverkande      | Nattugglor eller Kirre som hertig av Alhambra Svasse Bergqvist & John Coldén   |               | Mosebacke Revyteater |